# هينيسي (أوكلاهوما)
هينيسي (بالإنجليزية: Hennessey, Oklahoma)‏ هي بلدة أمريكية تقع في الولايات المتحدة في مقاطعة كينغفيشر، أوكلاهوما. يقدر عدد سكانها بـ 2,058 نسمة ومساحتها 9.7 كم2 وترتفع عن سطح البحر 354 متر.

## التركيبة السكانية
حدّد مكتب تعداد الولايات المتحدة بيانات التركيبة السكانية لهينيسي في تعداد الولايات المتحدة. في ما يلي، التركيبة السكانية حسب تعدادي 2000 و2010.

### تعداد عام 2000
بلغ عدد سكان هينيسي 2,058 نسمة بحسب تعداد عام 2000، وبلغ عدد الأسر 769 أسرة وعدد العائلات 546 عائلة مقيمة في البلدة. في حين سجلت الكثافة السكانية 211.7 نسمة لكل كيلومتر مربع (548.3/ميل2). وبلغ عدد الوحدات السكنية 900 وحدة بمتوسط كثافة قدره 92.6 لكل كيلومتر مربع (239.8/ميل2).
وتوزع التركيب العرقي للبلدة بنسبة 82.99% من البيض و0.83% من الأمريكيين الأفارقة و1.21% من الأمريكيين الأصليين و0.19% من الأمريكيين ذوي الأصول الآسيوية و12.05% من الأعراق الأخرى و2.72% من عرقين مختلطين أو أكثر و18.46% من الهسبانيون أو اللاتينيون من أي عرق.
بلغ عدد الأسر 769 أسرة كانت نسبة 39.7% منها لديها أطفال تحت سن الثامنة عشر تعيش معهم، وبلغت نسبة الأزواج القاطنين مع بعضهم البعض 57.9% من أصل المجموع الكلي للأسر، ونسبة 9.6% من الأسر كان لديها معيلات من الإناث دون وجود شريك،  بينما كانت نسبة 3.5% من الأسر لديها معيلون من الذكور دون وجود شريكة وكانت نسبة 29% من غير العائلات. تألفت نسبة 26.5% من أصل جميع الأسر من عدة أفراد يعيشون في نفس المنزل ونسبة 15% كانت تتألف من شخص يعيش بمفرده يبلغ من العمر 65 عاماً أو أكثر. وبلغ متوسط حجم الأسرة المعيشية 2.62، أما متوسط حجم العائلات فبلغ 3.18.
بلغ العمر الوسطي للسكان 35.8 عاماً. وكانت نسبة 29.1% من القاطنين تحت سن الثامنة عشر، وكانت نسبة 9.8% بين الثامنة عشر والرابعة والعشرين عاماً، ونسبة 25.2% كانت واقعةً في الفئة العمرية ما بين الخامسة والعشرين والرابعة والأربعين عاماً، ونسبة 17.3% كانت ما بين الخامسة والأربعين والرابعة والستين، ونسبة 16.5% كانت ضمن فئة الخامسة والستين عاماً فما فوق. يوجد لكل 100 أنثى 91.7 ذكر، ويوجد لكل 100 أنثى في الثامنة عشر من عمرها فما فوق 89.1 ذكر.
بلغ متوسط دخل الأسرة في البلدة 29,038 دولارًا، أما متوسط دخل العائلة فبلغ 35,560 دولارًا. وكان متوسط دخل الذكور 28,750 دولارًا مقابل 18,333 دولارًا للإناث. وسجل دخل الفرد الخاص بالبلدة 14,012 دولارًا. وكانت نسبة 11.2% من العائلات ونسبة 16.4% من السكان تحت خط الفقر، وكان من هؤلاء نسبة 23% تحت سن الثامنة عشر ونسبة 12.2% في الخامسة والستين من العمر وما فوق.

### تعداد عام 2010
بلغ عدد سكان هينيسي 2,131 نسمة بحسب تعداد عام 2010، وبلغ عدد الأسر 800 أسرة وعدد العائلات 563 عائلة مقيمة في البلدة. في حين سجلت الكثافة السكانية 219.2 نسمة لكل كيلومتر مربع (567.7/ميل2). وبلغ عدد الوحدات السكنية 905 وحدة بمتوسط كثافة قدره 93.1 لكل كيلومتر مربع (241.1/ميل2).
وتوزع التركيب العرقي للبلدة بنسبة 76.82% من البيض و1.36% من الأمريكيين الأفارقة و1.92% من الأمريكيين الأصليين و0.05% من الأمريكيين ذوي الأصول الآسيوية و16.75% من الأعراق الأخرى و3.10% من عرقين مختلطين أو أكثر و28.11% من الهسبانيون أو اللاتينيون من أي عرق.
بلغ عدد الأسر 800 أسرة كانت نسبة 38% منها لديها أطفال تحت سن الثامنة عشر تعيش معهم، وبلغت نسبة الأزواج القاطنين مع بعضهم البعض 56.9% من أصل المجموع الكلي للأسر، ونسبة 10.6% من الأسر كان لديها معيلات من الإناث دون وجود شريك،  بينما كانت نسبة 2.9% من الأسر لديها معيلون من الذكور دون وجود شريكة وكانت نسبة 29.6% من غير العائلات. تألفت نسبة 26.4% من أصل جميع الأسر من عدة أفراد يعيشون في نفس المنزل ونسبة 13.5% كانت تتألف من شخص يعيش بمفرده يبلغ من العمر 65 عاماً أو أكثر. وبلغ متوسط حجم الأسرة المعيشية 2.63، أما متوسط حجم العائلات فبلغ 3.21.
بلغ العمر الوسطي للسكان 34.1 عاماً. وكانت نسبة 27.8% من القاطنين تحت سن الثامنة عشر، وكانت نسبة 9.6% بين الثامنة عشر والرابعة والعشرين عاماً، ونسبة 24.4% كانت واقعةً في الفئة العمرية ما بين الخامسة والعشرين والرابعة والأربعين عاماً، ونسبة 22.6% كانت ما بين الخامسة والأربعين والرابعة والستين، ونسبة 15.7% كانت ضمن فئة الخامسة والستين عاماً فما فوق. وتوزع التركيب الجنسي للسكان بنسبة 48.5% ذكور و51.5% إناث.

## أعلام
- هومر باين
- نيكي أيكوكس